# تيري لان
تيري لان (بالإنجليزية: Terry Lane)‏ هو صحفي أسترالي، ولد في 1939.